# Pecado original

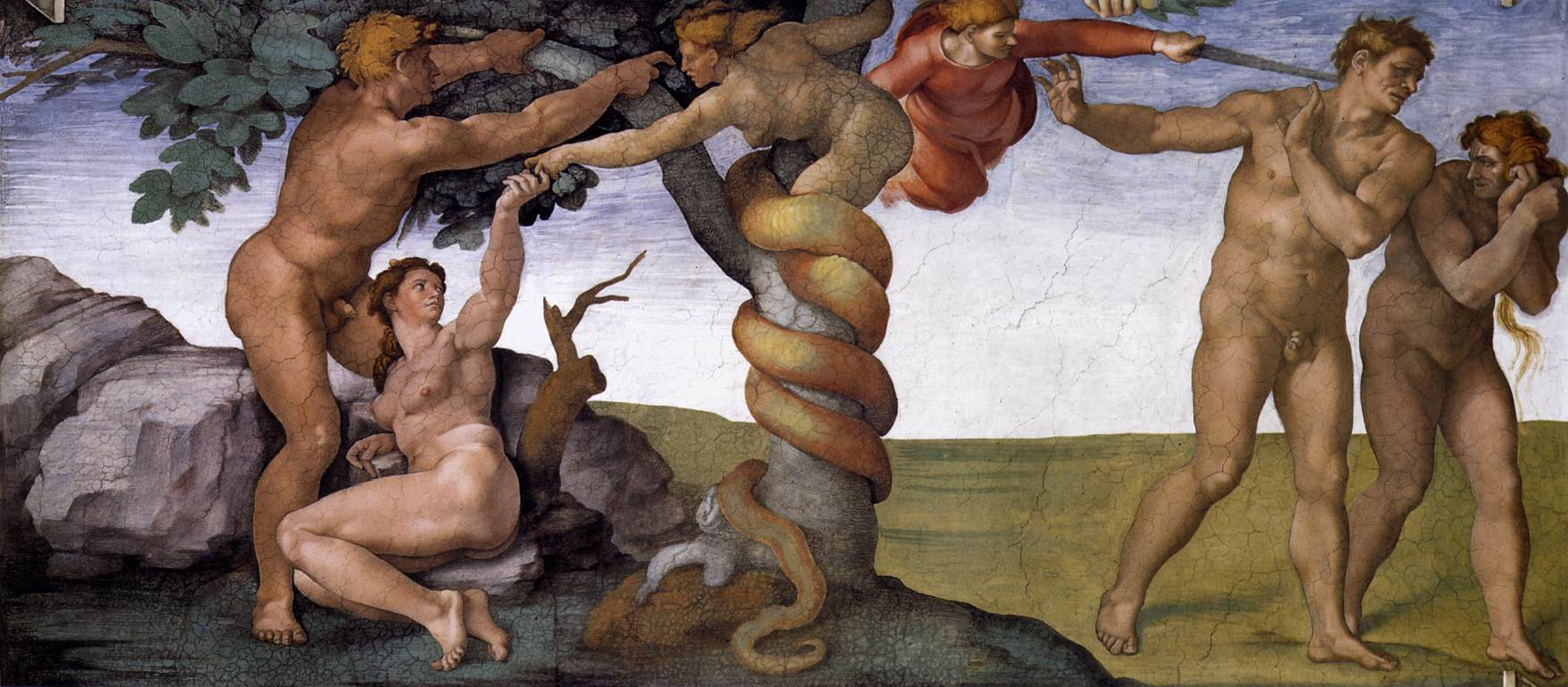
Fresco de Miguel Ángel en la bóveda de la Capilla Sixtina

El pecado original, también llamado pecado ancestral, es una doctrina cristiana del estado de pecado en el cual se halla la humanidad cautiva como consecuencia de la caída del hombre, originado por la rebeldía de Adán y Eva en el Jardín del Edén, es decir, el pecado de la desobediencia al consumir un fruto del árbol del conocimiento del bien y del mal. Dicho estado de pecado sería transmitido a toda la humanidad y consistiría en la privación de la santidad y de la justicia originales, las cuales Adán y Eva poseían en un principio antes de comer del fruto prohibido.
El concepto «pecado original» fue concebido en el siglo II por Ireneo (h. 140-h. 202), obispo de Lyon, en su controversia con algunos gnósticos dualistas. Otros padres eclesiásticos como Agustín de Hipona (354-430) también desarrollaron la doctrina, quienes la justificaron en las enseñanzas de Pablo de Tarso (Romanos 5:12–21 y 1 Corintios 15:21-22) y en el versículo Salmos 51:5. Tertuliano, Cipriano, Ambrosio y Ambrosiaster consideraron que la humanidad comparte el pecado de Adán, transmitido de generación en generación. Interpretación particular hicieron Martín Lutero y Juan Calvino, quienes lo identificaron con la concupiscencia, la cual, según su interpretación, destruiría el libre albedrío. Dentro del catolicismo, el movimiento jansenista, al que la Iglesia declaró herético, también mantenía que el pecado original destruía el libre albedrío. En su lugar la Iglesia católica declara que «[e]l bautismo, dando la vida de la gracia de Cristo, borra el pecado original y devuelve el hombre a Dios, pero las consecuencias para la naturaleza, debilitada e inclinada al mal, persisten en el hombre y lo llaman al combate espiritual». «Aún debilitado y disminuido por la caída de Adán, el libre albedrío no es destruido en la carrera». En cuanto al protestantismo algunas denominaciones tienen diferentes interpretaciones del pecado original.

## Cristianismo

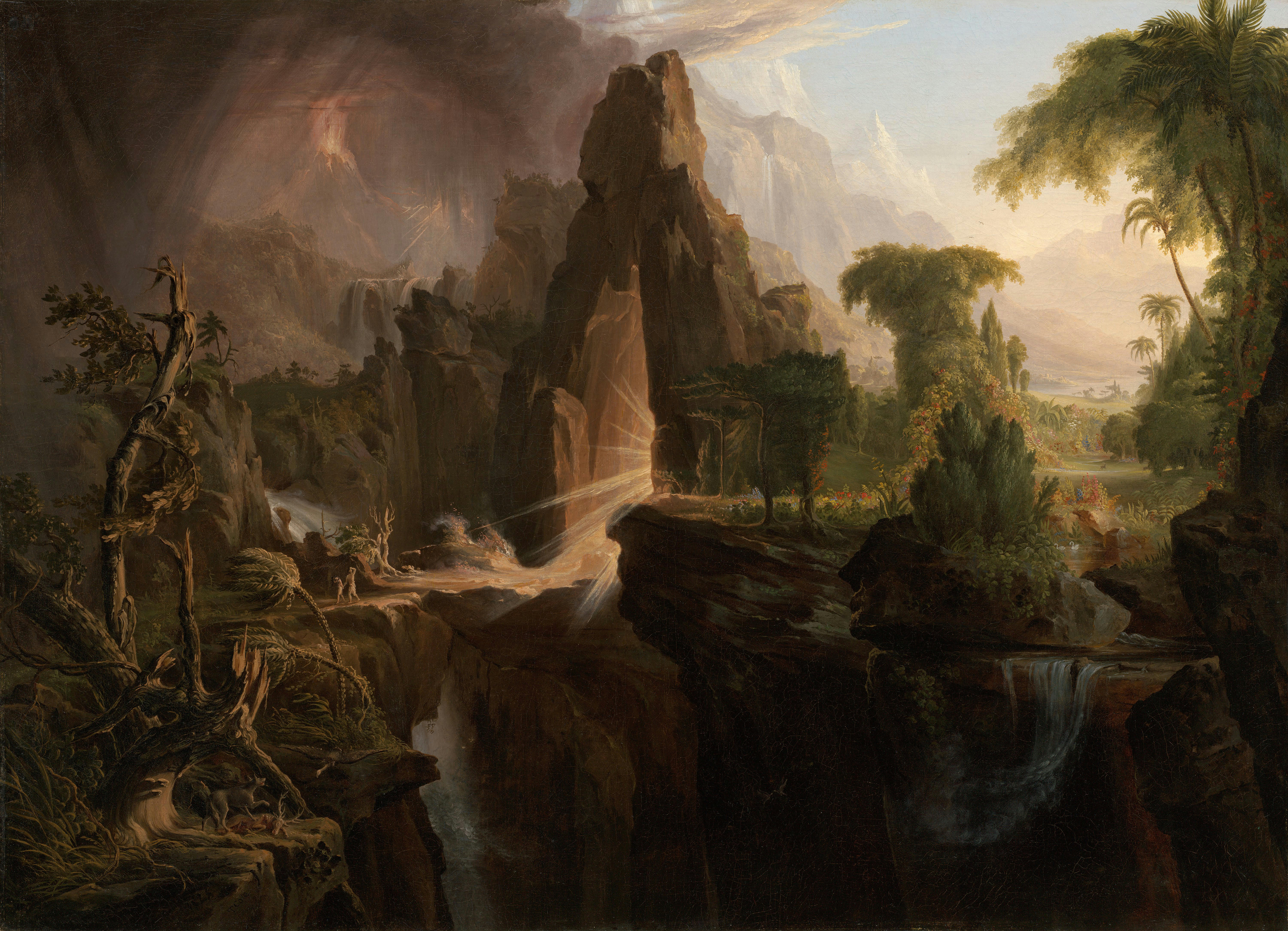
Expulsión del jardín del Edén (1828), de Thomas Cole, Museo de Bellas Artes, Boston

La doctrina cristiana católica con respecto al pecado original se fijó en el concilio de Cartago y se precisó posteriormente en el concilio de Orange y el concilio de Trento. Los detalles de su forma actual se encuentran ya en los escritos de san Agustín de Hipona, a través del cual la noción de una corrupción fundamental de la naturaleza humana hizo pie en la Iglesia. Los escasos fragmentos de doctrina sobre el pecado original contenidos en los escritos de los Apóstoles (especialmente Romanos 5:12) no efectúan mayores precisiones sobre el texto del Génesis.
La teología escolástica distingue entre el pecado original originante (peccatum originale originans), el acto concreto de desobediencia cometido por Adán y Eva, y el pecado original originado (peccatum originale originatum), las consecuencias que ese pecado provocaría sobre la constitución de la especie humana. En virtud del peccatum originale originatum, no solo se perderían los dones preternaturales de la inmortalidad y la exención del sufrimiento, sino que las capacidades del espíritu humano —tanto las morales como las intelectuales— carecerían de su vigor natural, sometiendo la voluntad a las pasiones y el intelecto al error. De acuerdo con la doctrina fijada en el concilio de Trento, la condición de "naturaleza caída" (natura lapsa) se transmite a cada uno de los nacidos tras la expulsión del Edén.
En los concilios se estableció que el bautismo borra el pecado original y devuelve el hombre a Dios, pero las consecuencias para la naturaleza, debilitada e inclinada al mal, persisten en el hombre y lo llaman al combate espiritual. La Iglesia católica y otras que practican el culto mariano excluyen, sin embargo, de las consecuencias del pecado original a la Virgen María, en virtud de una gracia especial de Dios para que Jesucristo no tuviera el pecado original.

### La Iglesia católica

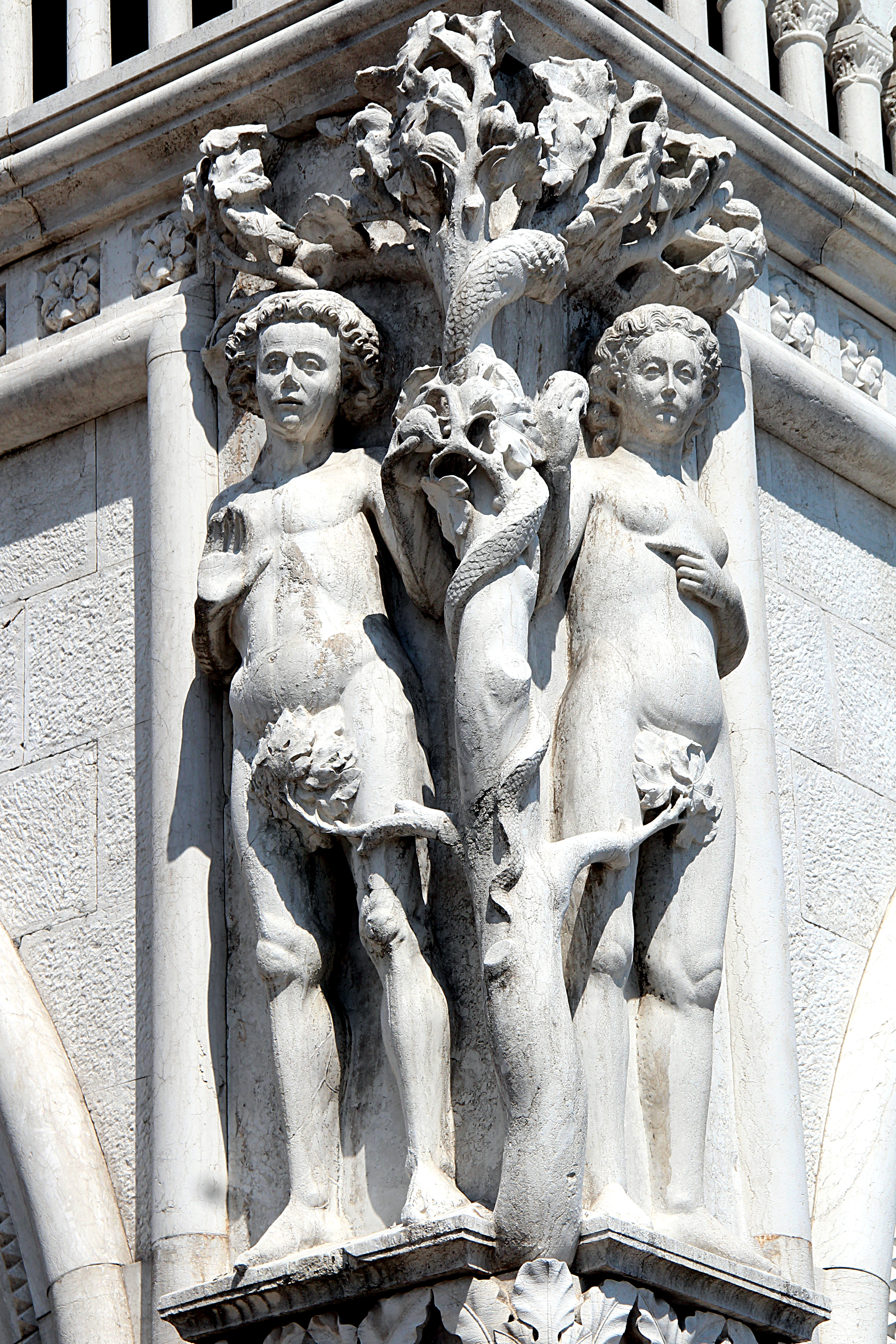
La caída de Adán y Eva, obra de Antonio Rizzo en 1476 que adorna la parte superior de la capital de la esquina suroeste del Palacio Ducal de Venecia.

De acuerdo con el Catecismo de la Iglesia católica 

Por su pecado, Adán, en cuanto primer hombre, perdió la santidad y la justicia originales que había recibido de Dios no solamente para él, sino para todos los humanos.
Adán y Eva transmitieron a su descendencia la naturaleza humana herida por su primer pecado, privada por tanto de la santidad y la justicia originales. Esta privación es llamada "pecado original".
Como consecuencia del pecado original, la naturaleza humana quedó debilitada en sus fuerzas, sometida a la ignorancia, al sufrimiento y al dominio de la muerte, e inclinada al pecado (inclinación llamada "concupiscencia").

San Anselmo decía que "el pecado de Adán fue una cosa pero el pecado de los niños al nacer es algo distinto; el primero fue la causa, el segundo es el efecto" El pecado original en un niño es distinto de la falta de Adán; es uno de sus efectos. Los efectos del pecado de Adán de acuerdo con la Enciclopedia Católica son:
1. Muerte y sufrimiento.
2. Concupiscencia (o inclinación al pecado). El bautismo borra el pecado original, pero la inclinación al pecado permanece.
3. La ausencia de la gracia santificante en los niños recién nacidos es también efecto del primer pecado, ya que Adán, habiendo recibido de Dios la santidad (o gracia santificante) y la justicia, no solo la perdió para él, sino para nosotros. El bautismo confiere la gracia santificante original, perdida por el pecado de Adán, eliminando así el pecado original y cualquier pecado personal.
El catecismo presenta la doctrina del pecado original como el “anverso de la redención” (cf. CEC 389). Recuerda que aunque el relato está hecho de imágenes o se encuentre redactado usando figuras literarias, se trata de un acontecimiento real de los inicios de la historia y que la marca (cf. CEC 390).
La Iglesia católica siempre ha sostenido que "por el Bautismo, todos los pecados son perdonados, el pecado original y todos los pecados personales" ya que el bautismo confiere la gracia santificante original, perdida por el pecado de Adán, eliminando así el pecado original y los pecados personales. Aunque propio de cada uno el pecado original no tiene, en ningún descendiente de Adán, un carácter de falta personal. El pecado original es la privación de la santidad y de la justicia originales.
Luego, entre los números 396 y 409 analiza los diversos elementos relacionados con este pecado: La prueba que implicaba el no poder comer del árbol del conocimiento del bien y del mal como una muestra del límite que la libertad humana tiene por el hecho de ser una criatura; el pecado presentado como un acto de desconfianza primero y de desobediencia después; las consecuencias: pérdida de la santidad original, se destruye la armonía del mundo y del interior del hombre, la muerte entra en la historia. La universalidad del castigo a partir del pecado original se sostiene con textos tomados de san Pablo:

Como el delito de uno solo atrajo sobre todos los hombres la condenación, así también la obra de justicia de uno solo (la de Cristo) procura a todos una justificación que da la vida. Por la desobediencia de un solo hombre, todos fueron constituidos pecadores
Rm 5, 18-19

En el número 404 se dice que el pecado de Adán es el pecado de todos los hombres que vienen después de él, ya que, según una expresión de Tomás de Aquino, la humanidad es en Adán como el cuerpo de un único hombre. Ahora bien, el catecismo afirma que la transmisión de ese pecado es un misterio, y que, por tanto, la expresión “pecado” se usa de manera análoga, puesto que no se trata de una falta “cometida”, sino de un pecado “contraído”.

### Condenaciones heréticas
El pelagianismo, que rechaza la condición caída de la naturaleza humana como una corrupción maniquea de la doctrina cristiana, fue declarado herético en el concilio de Cartago; el primer partidario de esta doctrina del que se tienen noticias fue Teodoro de Mopsuestia, aunque su influencia fue mayor en la iglesia occidental a través de Pelagio y Celestio. Según los pelagianos, la introducción del pecado por Adán se limita a proporcionar un mal ejemplo a sus descendientes, pero no hiere sus facultades.

### Protestantismo
Los líderes de la Reforma admitían el dogma del pecado original, pero el día de hoy hay algunas denominaciones protestantes que ya no creen en el pecado original influenciados por la doctrina sociniana del reformador Fausto Socino.

### Libros Apócrifos
El libro apócrifo 4 Esdras escrito por un judío en el siglo I presenta a Adán como el autor de la caída de la raza humana:

Oh Adán, ¿qué has hecho? Porque aunque fuiste tú quien pecó, la caída no fue solo tuya, sino también de nosotros que somos tus descendientes. ─ 4 Esdras 7:48

y a Adán como quien transmitió a toda su progenie la enfermedad permanente, la malignidad y la mala semilla del pecado:

Porque el primer Adán, cargado de un corazón malvado, transgredió y fue vencido, como también lo fueron todos los que descendieron de él. Por lo tanto, la enfermedad se volvió permanente; la ley estaba en el corazón de la gente junto con la raíz del mal, pero lo que era bueno se fue, y el mal permaneció. ─ 4 Esdras 3:21-22

Porque un grano de mala semilla fue sembrado en el corazón de Adán desde el principio, ¡y cuánta impiedad ha producido hasta ahora, y producirá hasta que venga el tiempo de la trilla! ─ 4 Esdras 4:30

## Judaísmo
De acuerdo con el texto bíblico del Génesis 1-3, tras haber sido creados Adán y Eva residían en el jardín del Edén en perfecta armonía con Dios; el único mandato al que debían acogerse era la abstención de comer del árbol de la ciencia del bien y del mal, cuyo consumo ocasionaría la muerte (Génesis 2:17). Sin embargo, Eva y —por su intermediación— Adán cedieron a la tentación de la serpiente (identificada con Satán o Shaitan, "el tentador") y descubrieron, comiendo del árbol, su desnudez. La consecuencia de la violación de su mandato llevó a la muerte —"[volverás] a la tierra, porque de ella fuiste tomado; pues polvo eres, y al polvo volverás" (Génesis 3:19) y la expulsión del jardín del Edén.

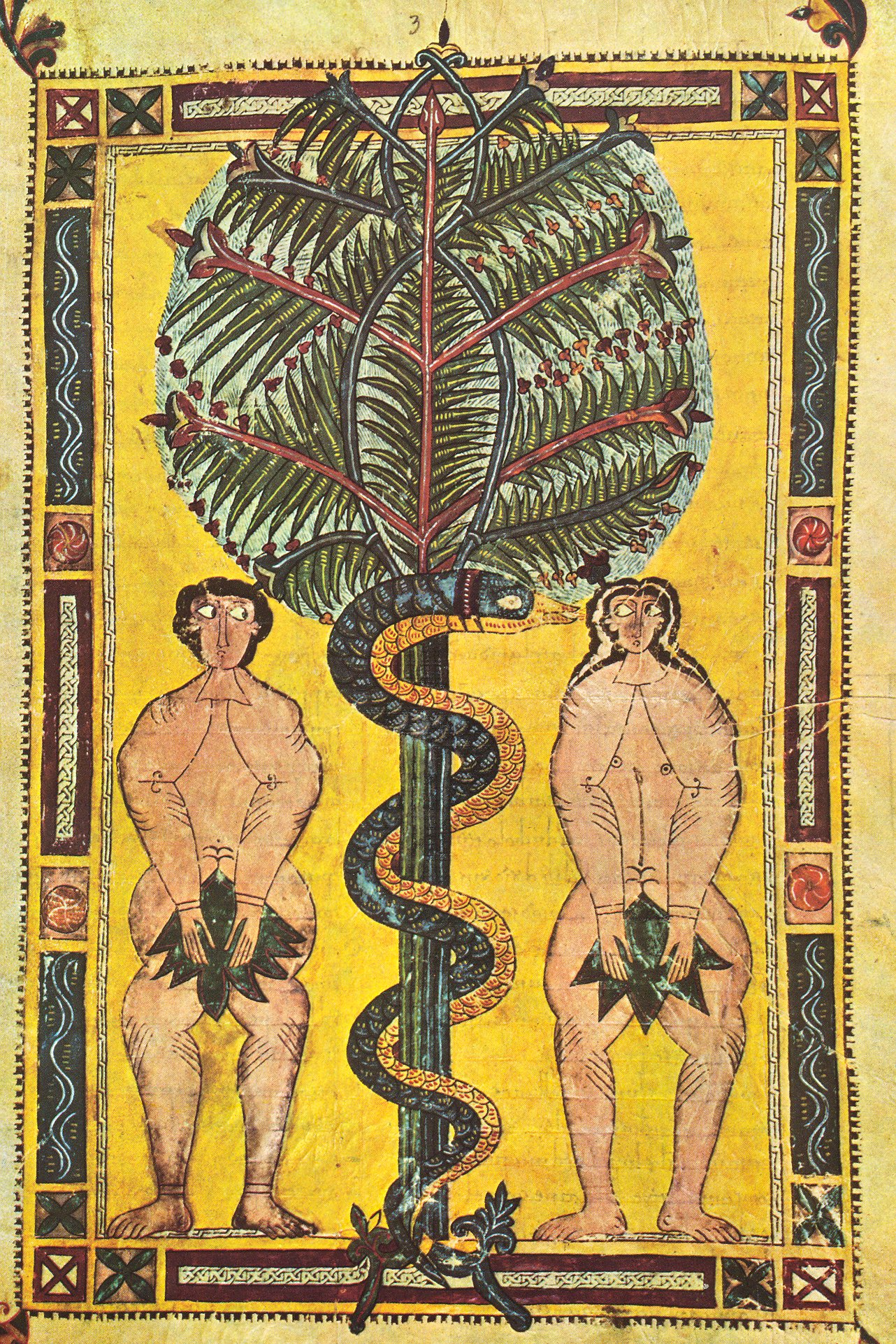
Pergamino ilustrado custodiado en la Real Biblioteca de San Lorenzo, El Escorial, España.

La tradición talmúdica identifica este acto como החטא הקדמון (en hebreo hajet hakadmon, "la falta primordial") de la desobediencia al mandato divino. Sin embargo, los efectos de este pecado se reducen a castigos personales, como la expulsión del paraíso, dolores de parto en el caso de Eva —y de toda su descendencia—, la multiplicación excesiva de la dificultad del trabajo (no el trabajo en sí mismo, que es descrito antes como un don divino y precedía al pecado mismo), la enfermedad, la vejez y la muerte.
Las corrientes renovadoras dentro del judaísmo interpretan la caída como el primer acto de libre albedrío del hombre, y la consideran como parte del plan divino, puesto que la falta representaría la admisión de la responsabilidad; en otras palabras, el mito de la caída sería una elaborada alegoría del pasaje a la adultez y la autonomía.
Existe controversia entre los teólogos judíos respecto a la causa de lo que es llamado "pecado original". Algunos enseñan que fue debido a la claudicación de Adán en la tentación de comer el fruto prohibido y fue heredado a sus descendientes; la mayoría, sin embargo, no considera culpable a Adán de los pecados de la humanidad, sino que de acuerdo a Génesis 8:21 y Génesis 6:5-8 Dios reconoció que los pecados de Adán son solo suyos. No obstante, algunos consideran que esto trajo la muerte al mundo; debido a su pecado, sus descendientes viven una vida mortal que termina con la muerte de sus cuerpos. La doctrina del "pecado heredado" no se encuentra en la mayoría del judaísmo tradicional. Aunque algunos judíos ortodoxos culpan a Adán por la corrupción general del mundo, y a pesar de que existieron algunos maestros judíos de los tiempos talmúdicos que creían que la muerte era un castigo llevado a la humanidad debido al pecado de Adán, esa no es la postura dominante en el judaísmo actual. Los judíos modernos generalmente enseñan que los humanos nacen libres de pecado y puros y luego eligen pecar llevando el sufrimiento a sus vidas.

## Islam
En el islam no existe la noción de pecado original, más bien se rechaza rotundamente.
De acuerdo con el Corán, la transgresión cometida por Adán y Eva —y que fue responsabilidad de ambos, y no de Eva en mayor grado— quedó zanjada con el castigo recibido, es decir, con la expulsión del Paraíso. El islam no condena a la naturaleza humana como tal y además rechaza explícitamente que otro pague por los errores de los demás: "Nadie cargará con la culpa ajena" (Sura 17, versículo 15).